# Stata
Stata（ステータ、スタータ）は、1985年、StataCorp社により開発された統計分析のソフトウェアである。主に経済学、社会学、政治学、医学（臨床疫学）、疫学の分野で用いられている。
Stataの機能には次のものが挙げられる:
- データマネージメント
- 統計分析
- 図表作成
- シミュレーション
- プログラミング

"Stata"という名前は、"statistics"（統計）と"data"（データ）の組み合わせからきている。頭字語ではないため、STATAと大文字で表記するのは間違いとされる。"Stata"の読み方には、"すたーた"や"すてーた"などがあり、特定の読み方は定められていない。
日本の代理店はLightStone社から購入可能であるが、直接Stata本社のホームページから購入も可能である。

## Stataの特徴
Stataは有償の統計ソフトウェアの中では比較的安価である。バージョン14よりUnicode対応となったため、日本語テキスト処理も自由にできるようになった。ヘルプ機能が優れておりhelp コマンド名で、コマンドのサンプルスクリプトを含めて詳細な解説を見ることができる。R言語と同様にユーザーコミュニティーが活発でユーザー自身が開発した統計解析パッケージを簡単に利用できるようになっている。

## CUIとGUI
Stataは、作図の一部を除くほぼ全ての部分で、Command Line Interface(CLI)とGraphical User Interface(GUI)のどちらにも対応している。そのため、初心者や、まだ慣れていないコマンドはメニューから操作するGUIが使いやすい。またGUIで操作すると、それに対応したCUI用のコマンドが出力されるため、CUI操作も自然と学習でき使い慣れてくるとほとんどの操作をCUIで行えるようになる。

## バージョン履歴
| 凡例 | サポート終了 | サポート中 | 現行バージョン | 最新プレビュー版 | 将来のリリース |

| 発表年  | 名称       | バージョン | 備考                 |
| ------- | ---------- | ---------- | -------------------- |
| 2017.06 | Stata 15.0 | 15.0       | グラフの透明化に対応 |
| 2019.06 | Stata 16.0 | 16.0       | Pythonと連携         |

## 参考
- gretl - Stata のデータファイルを読み込むことのできる統計解析のための自由ソフトウェア
- UCLAのStataサイト https://stats.idre.ucla.edu/stata/
- StataのFAQ https://www.stata.com/support/faqs/
- Stataフォーラム https://www.statalist.org/forums/
- Tokyo.Stata https://tokyo-stata.herokuapp.com Slackのオープンワークステーション（日本語）

## 関連書籍
- 「Stataで計量経済学入門 第2版」（筒井 淳也  (著), 水落 正明 (著), 秋吉 美都 (著), 坂本 和靖 (著), ミネルヴァ書房、2011年5月30日）

- 「Stataによる医療系データ分析入門 」（浦島 充佳 (著)、東京書籍、 2014年5月10日）

- 「改訂 Stataによる社会調査データの分析: 入門から応用まで 」（石黒 格 (著)、北大路書房本、2014年5月13日）

- 「Stataによるデータ分析入門 第3版 ~経済分析の基礎から因果推論まで」（松浦 寿幸 (著)、東京書籍、 2021年12月11日）